# СЕ Борднетце – България
„СЕ Борднетце – България“ ЕООД е българско предприятие от автомобилната промишленост със седалище в Карнобат. Към 2015 година то има над 3 хиляди служители, а обемът на продажбите му е около 198 милиона лева.
Създадено през 2002 година като смесено предприятие на „Сименс“ и „Фолксваген Груп“, от 2006 година то е собственост на японската корпорация „Сумитомо Денки Когьо“ чрез нейното подразделение „Сумитомо Електрик Борднетце“ – Германия. Към 2019 година то има две производствени бази – в Карнобат и Мездра, – произвеждащи кабелни комплекти за автомобили на „Фолксваген Груп“.